# Puchar Trzech Narodów 2011
Puchar Trzech Narodów 2011 (2011 Tri Nations Series) – szesnasta edycja Pucharu Trzech Narodów, corocznego turnieju w rugby union rozgrywanego pomiędzy zrzeszonymi w SANZAR trzema najlepszymi zespołami narodowymi półkuli południowej - Australii, Nowej Zelandii i RPA - będącymi też jednocześnie trzema najlepszymi drużynami świata. Turniej odbywał się systemem kołowym pomiędzy 23 lipca a 27 sierpnia 2011. W związku z rozpoczynającym się 9 października 2011 roku Pucharem Świata turniej rozegrano według skróconej formuły obejmującej sześć meczów, zamiast standardowych dziewięciu.
Był to ostatni turniej Tri Nations, od 2012 roku dołączyła bowiem do niego reprezentacja Argentyny, w związku z czym zreorganizowane rozgrywki otrzymały nazwę The Rugby Championship.
W zawodach zwyciężyła reprezentacja Australii, dla której był to pierwszy triumf od dziesięciu lat, a trzeci w historii.
Po raz pierwszy w historii mecz turnieju został rozegrany w Port Elizabeth. Kontrowersje w tym meczu wzbudziła decyzja sędziego głównego, George’a Clancy’ego, który po konsultacji z TMO nie uznał przyłożenia dla Nowej Zelandii, co według szefa sędziów IRB Paddy’ego O’Briena było niezgodne z protokołem.

## Mecze
| 23 lipca 201120:05 | Australia                                                                          | 39:20 | Południowa Afryka                                         | Stadium Australia, Sydney Widzów: 52 718 Sędzia: Chris Pollock |
| 23 lipca 201120:05 | Alexander 5 (P) Ioane 5 (P) O’Connor 19 (P 4pd 2K) Moore 5 (P) Ashley-Cooper 5 (P) | 39:20 | Ralepelle 5 (P) Smit 5 (P) Lambie 4 (2pd) M. Steyn 6 (2K) | Stadium Australia, Sydney Widzów: 52 718 Sędzia: Chris Pollock |

| 30 lipca 201119:35 | Nowa Zelandia                                                                | 40:7 | Południowa Afryka          | Westpac Stadium, Wellington Widzów: 28 895 Sędzia: Alain Rolland |
| 30 lipca 201119:35 | Crockett 5 (P) Guildford 10 (2P) Jane 10 (2P) Slade 5 (P) Carter 10 (2pd 2K) | 40:7 | Smit 5 (P) M. Steyn 2 (pd) | Westpac Stadium, Wellington Widzów: 28 895 Sędzia: Alain Rolland |

| 6 sierpnia 201119:35 | Nowa Zelandia                                                 | 30:14 | Australia                              | Eden Park, Auckland Widzów: 52 182 Sędzia: Craig Joubert |
| 6 sierpnia 201119:35 | Nonu 5 (P) Mealamu 5 (P) Sivivatu 5 (P) Carter 15 (3pd dg 2K) | 30:14 | Ioane 5 (P) Elsom 5 (P) Cooper 4 (2pd) | Eden Park, Auckland Widzów: 52 182 Sędzia: Craig Joubert |

| 13 sierpnia 201117:00 | Południowa Afryka           | 9:14 | Australia                    | Kings Park Stadium, Durban Widzów: 47 850 Sędzia: Bryce Lawrence |
| 13 sierpnia 201117:00 | F. Steyn 3 (K) James 6 (2K) | 9:14 | McCabe 5 (P) O’Connor 9 (3K) | Kings Park Stadium, Durban Widzów: 47 850 Sędzia: Bryce Lawrence |

| 20 sierpnia 201117:00 | Południowa Afryka   | 18:5 | Nowa Zelandia | Nelson Mandela Bay Stadium, Port Elizabeth Widzów: 45 478 Sędzia: George Clancy |
| 20 sierpnia 201117:00 | M. Steyn 18 (dg 5K) | 18:5 | Kahui 5 (P)   | Nelson Mandela Bay Stadium, Port Elizabeth Widzów: 45 478 Sędzia: George Clancy |

| 27 sierpnia 201120:05 | Australia                                             | 25:20 | Nowa Zelandia                             | Lang Park, Brisbane Widzów: 51 858 Sędzia: Wayne Barnes |
| 27 sierpnia 201120:05 | Genia 5 (P) Samo 5 (P) Beale 5 (P) Cooper 10 (2pd 2K) | 25:20 | Smith 5 (P) Nonu 5 (P) Carter 10 (2pd 2K) | Lang Park, Brisbane Widzów: 51 858 Sędzia: Wayne Barnes |